# Dronning Margrethe i Marmorilik
|  | Denne artikel er oprettet af botten Steenthbot ud fra en ekstern database. Den kan derfor have sproglige fejl eller mangler. Denne skabelon kan fjernes efter kontrol af indholdet. |

Dronning Margrethe i Marmorilik er en grønlandsk virksomhedsfilm fra 1975.

## Handling
Dronning Margrethe og Prins Henrik besøger bjergværksbyen Maamorilik og selskabet Greenex' mine den 6. august 1975. Regentparret ankommer med følge i chalup og modtages af minebyens beboere og ansatte. Direktør og bjergværkschef byder velkommen i helikopterhangaren og viser efterfølgende rundt på anlægget, hvor udvinding af bly- og zinkkoncentrater foregår. Persontovbanen bringer selskabet over fjorden og op til gruben - Den sorte engel - i 600 meters højde og med et frit svæv på 1½ km. Turen tager 10 min. Regentparret vises rundt i minen og det krævende arbejde med udvinding. Filmen indledes med nogle minutters præsentation af Maamorilik, som ligger 600 km nord for Polarcirklen.

## Medvirkende
- Dronning Margrethe II
- Prins Henrik